# Edward Stanford

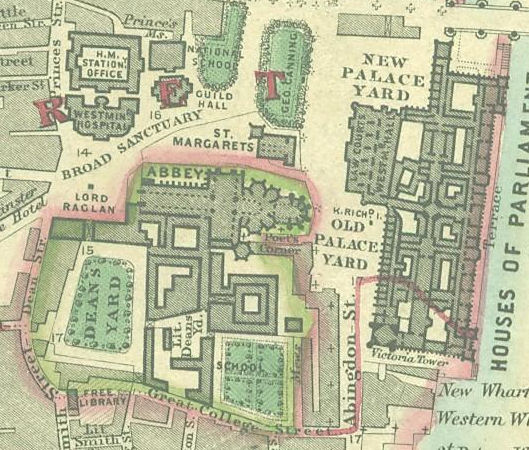
Dettaglio del palazzo e dell'abbazia di Westminster dalla mappa di Londra di Stanford del 1862.

Edward Stanford (Londra, 27 maggio 1827 – 3 novembre 1904) è stato un editore e cartografo inglese, fondatore della casa editrice cartografica Stanford's Ltd; aprì due negozi a Londra ed a Bristol.

## Biografia
È cresciuto in un'epoca di grandi cambiamenti e sviluppo tecnologico, educato alla City of London School è stato uno dei più prolifici editori di mappe del tardo XIX secolo. Edward entrò nel mondo della cartografia dopo essere stato impiegato nella cartoleria di Trelawney Saunders a Charing Cross. Nel 1852 all'età di 25 anni diventò socio di Saunders ed appena un anno dopo nel 1853 la società si sciolse. Edward Stanford rilevò l'attività con lo scopo di trasformarla in uno negozio specializzato di mappe, dismettendo la cartoleria.

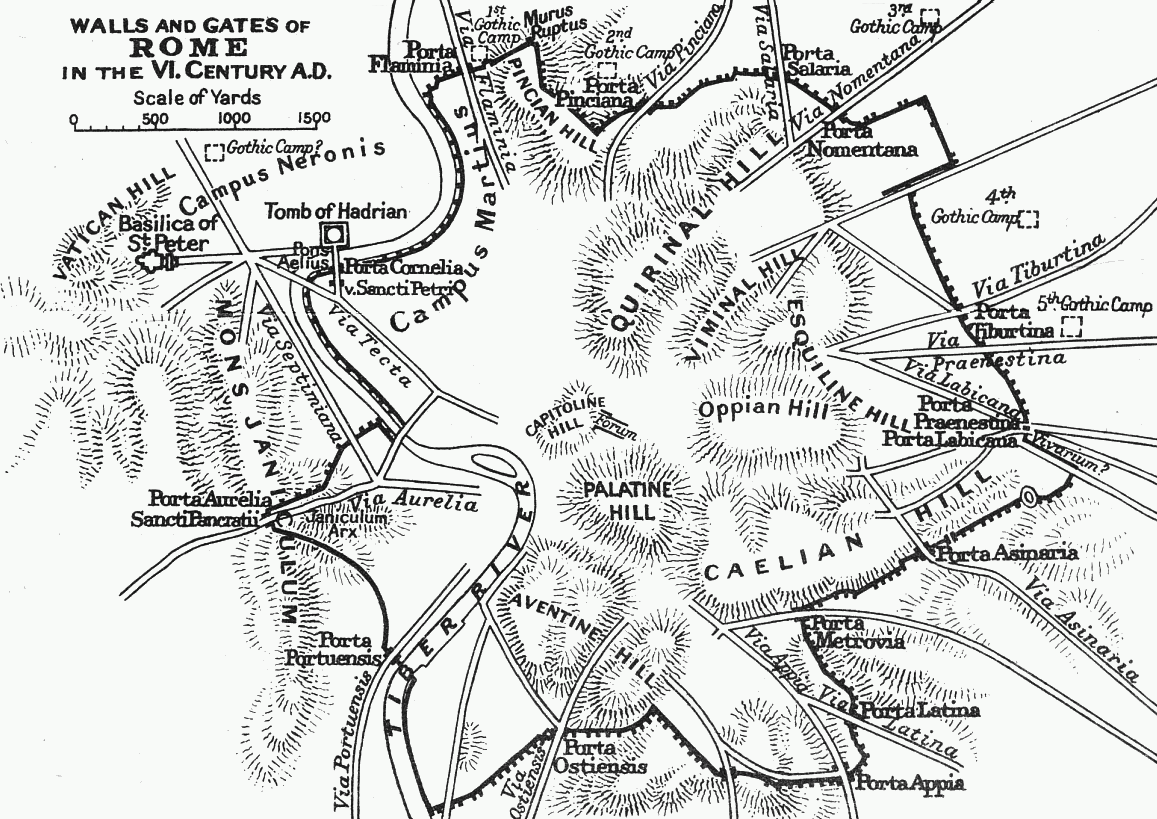
Mura di Roma (VI secolo) in una carta di Stanford.

Una serie di ampliamenti ed interessanti edizioni diedero vita al capolavoro che rese Stanford molto noto, la "Stanford Library map of London". Questa mappa è ancora oggi la più accurata mappa di Londra disponibile. Al tempo della sua pubblicazione fu giudicata dalla Royal Geographical Society come la mappa più perfetta di Londra che sia mai stata emessa.
Nel 1873 Stanford decise di spostare il negozio e la stamperia dal 55 di Charing Cross al 12-14 di Long Acre. La società continuò a crescere tanto che nel 1882 il figlio di Stanford si unì all'azienda per assumere il controllo delle vendite e del marketing. Nel 1884 Edward Stanford sr. fu costretto a ritirarsi per motivi di salute, lasciando il figlio unico responsabile. Stanford Junior decise di concentrarsi esclusivamente sulle mappe ampliando il sito a Long Acre, con la progettazione di un unico edificio che sarebbe servito da stamperia e deposito di mappe. L'edificio fu completato alla fine del 1900 e continuò ad essere il flagship store Stanford's.
Nei successivi 50 anni l'azienda continuò a crescere sotto la supervisione dei membri della famiglia Stanford. Nel 1941, durante la guerra i locali di Long Acre furono duramente colpiti da una bomba incendiaria e gli ultimi due piani vennero completamente distrutta dal fuoco. Il timore che migliaia di mappe erano andate distrutte era infondato, la carta sovrapposta infatti, non bruciando facilmente aveva contribuito in qualche modo ad arrestare l'incendio. Con la maggior parte dello stock in salvo, Stanford continuò a vendere mappe per un certo numero di anni dopo, spesso con bordi carbonizzati. Tuttavia nel 1947 fu riconosciuto che la società per rafforzarsi e continuare a crescere avrebbe dovuto passare di mano. Nel 1947 fu assorbita dai suoi vecchi rivali George Philip & Son e le funzioni di pubblicazione furono assorbite in quelli della capogruppo.
L'evento più importante nella storia della società per mezzo secolo si ebbe nel 2001 quando la Stanford fu scorporata dal gruppo George Philip, per essere nuovamente in grado di navigare per la sua direzione proprio mentre si avvicinava il suo 150º anniversario dalla fondazione.